# 傅抵
傅抵（？—？），趙國將軍。趙悼襄王五年（前240年），赵国以傅抵为将，居平邑，与慶舍守河梁。